# Closer (píseň, Tegan and Sara)
„Closer“ je elektropopová skladba kanadské indie rockové skupiny Tegan and Sara z jejich sedmého studiového alba z roku 2013 s názvem Heartthrob. Skladbu napsali Tegan a Sara Quin spolu s Gregem Kurstinem. Píseň vyšla jako první singl z alba Heartthrob, v září roku 2012. Píseň zazněla v 82. epizodě amerického seriálu Glee. V roce 2013 obsadila první příčku americké hitparády Hot Dance Club Play, časopisu Billboard. 20. dubna 2013 vyšlo 3 600 kusů vinylových desek nazvaných Closer Remixed, které obsahují o 4 remixy více, než které se objevily na předchozím EP.

## Text a kompozice skladby
V interview s magazínem Rolling Stone v září roku 2012 Tegan Quin sdělila: „Ačkoli si dokáži představit páry, kteří se u této písně milují, tak jsem tento song psala jako něco pěkného, co posluchači připomene tu chvíli krátce před sexem, komplikovaný vztah, drama a třeba i zlomené srdce. Psala jsem o mém mládí, o čase, kdy jsme se držením rukou a procházkami po školních chodbách dostali blíže k sobě, nebo když jsme si celou noc telefonovali o všech zkušenostech, které jsme kdy měli. Text písně není výhradně jen o vztahu, či přiznání nějakých pocitů. To se ve skutečnosti dělo jen velice vzácně. Spíše jsme si jen představovali, jaké vzrušující a uspokojující by to jednou možná mohlo být. Neustále jsme se dostávali blíže, ale jen výjimečně to vedlo k něčemu fyzickému. Tyto vztahy byly spíše o sexuální a fyzické přitažlivosti.“

## Kritiky
Píseň byla většinou kritiků přijata velice pozitivně, někteří oceňovali nový, více popový styl skupiny. Consequence of Sound, americký magazín, nazval píseň „geniálně zábavné“, zatímco Alter the Press přirovnal Closer k písni švédské zpěvačky Robyn, Dancing on My Own.

## Hudební videoklip
Oficiální hudební videoklip spatřil světlo světa 29. listopadu 2012, když byl umístěn na oficiálním kanálu kapely na stránkách YouTube.

## Seznam skladeb
Digitální stažení
| Pořadí | Název                                        | Délka |
| ------ | -------------------------------------------- | ----- |
| 1.     | Closer (Tegan Quin, Sara Quin, Greg Kurstin) | 3:29  |

Digitální remixované EP
| Pořadí | Název                                      | Délka |
| ------ | ------------------------------------------ | ----- |
| 1.     | Closer (Sultan & Ned Shepard Remix)        | 5:53  |
| 2.     | Closer (Morgan Page's Talk Is Cheap Remix) | 3:30  |
| 3.     | Closer (Until the Ribbon Breaks Remix)     | 4:54  |
| 4.     | Closer (The Knocks Remix)                  | 4:34  |
| 5.     | Closer (Bradley Hale Remix)                | 4:30  |
| 6.     | Closer (Yeasayer Remix)                    | 3:44  |

Vinylové remixované EP
| Pořadí | Název                                      | Délka |
| ------ | ------------------------------------------ | ----- |
| 1.     | Closer (Sultan & Ned Shepard Remix)        | 5:53  |
| 2.     | Closer (Morgan Page's Talk Is Cheap Remix) | 3:30  |
| 3.     | Closer (Until the Ribbon Breaks Remix)     | 4:54  |
| 4.     | Closer (The Knocks Remix)                  | 4:34  |
| 5.     | Closer (Bradley Hale Remix)                | 4:30  |
| 6.     | Closer (Yeasayer Remix)                    | 3:44  |
| 7.     | Closer (Walla Remix)                       | 5:48  |
| 8.     | Closer (Damian Taylor Remix)               | 3:30  |
| 9.     | Closer (Ted Gowans Remix)                  | 4:09  |
| 10.    | Closer (C-ro & Sofa Remix)                 | 5:52  |

## Hitparády
| Hitparáda (2013)                              | Nejvyšší pozice |
| --------------------------------------------- | --------------- |
| Kanada(Canadian Hot 100)                      | 13              |
| Rumunsko (Romanian Top 100)                   | 62              |
| US Bubbling Under Hot 100 Singles (Billboard) | 2               |
| US Rock Songs (Billboard)                     | 16              |
| US Alternative Songs (Billboard)              | 30              |
| US Hot Dance Club Play (Billboard)            | 1               |
| US Adult Pop Songs (Billboard)                | 30              |